# Lydia Davis
Lydia Davis (Northampton, 1947. július 15. –) amerikai novellaíró, regényíró, esszéista, francia és más nyelvek fordítója, aki gyakran ír nagyon rövid történeteket. Davis több új fordítást készített francia irodalmi klasszikusokból, köztük Marcel Proust Az eltűnt idő nyomában és Gustave Flaubert Bovaryné című művéből.

## Fiatalkora és iskolái
Davis 1947. július 15-én született a Massachusetts állambeli Northamptonban. 1947-ben született Robert Gorham Davis kritikus és angol professzor, valamint Hope Hale Davis novellista, tanár és memoáríró lánya. Davis kezdetben „zenét tanult — először zongorát, majd hegedűt —, ami az első szerelme volt”. Az íróvá válásról Davis így nyilatkozott: „Valószínűleg mindig is az írói pálya felé tartottam, még ha nem is ez volt az első szerelmem. Azt hiszem, mindig is írni akartam egy részemben, különben nem csináltam volna meg.” Ötödiktől nyolcadik osztályig a New York-i The Brearley Schoolba járt. A középiskolát a Putney Schoolban végezte, 1965-ben érettségizett. A Barnard College-ban tanult, és ekkoriban főleg verseket írt.
Davis 1974-ben feleségül ment Paul Austerhez, akivel egy Daniel nevű fia született (1977-2022). Auster és Davis később elváltak; Davis jelenleg Alan Cote művész felesége, akivel van egy másik fia, Theo Cote. A SUNY Albany Egyetem professor emeritusa, 2012-ben pedig a New York Egyetem Lillian Vernon Distinguished Writer-in-Residence-je volt.

## Pályája
Davis hat szépirodalmi gyűjteményt adott ki, köztük a The Thirteenth Woman and Other Stories (1976) és a Break It Down (1986) című kötetet, amely a PEN/Hemingway-díj döntőjébe jutott. Legutóbbi gyűjteményei a Varieties of Disturbance (2007), amely a Farrar, Straus and Giroux kiadó gondozásában jelent meg, és a Can't and Won't (2013), amely a National Book Award döntőse volt. A The Collected Stories of Lydia Davis (2009) 2008-ig tartalmazza az összes novelláját.
Davis Proust, Flaubert, Blanchot, Foucault, Michel Butor, Michel Leiris, Pierre Jean Jouve és más francia írók, valamint Conrad Detrez belga regényíró és A. L. Snijders holland író műveit is fordította.
Egy regénye jelent meg, The End of the Story (A történet vége) címmel, amely 2004-ben jelent meg.

## Recepció és befolyás
Davist úgy jellemezték, mint „egy olyan irodalmi forma mestere, amelyet nagyrészt saját maga talált ki”. Néhány „története” mindössze egy-két mondatból áll. Davis ezeket a műveket felhőkarcolókhoz hasonlította abban az értelemben, hogy impozáns üres tér veszi körül őket. Michael LaPointe az LA Review of Books-ban írt írása odáig megy, hogy azt mondja, bár „Lydia Davis nem találta fel a flash fictiont, ... ő messze a legkiválóbb kortárs művelője”. „Sajátos hangját sosem volt könnyű hagyományos kategóriákba sorolni” – írja Kasia Boddy a Columbia Companion to the 21st Century Short Story című kötetben. Boddy azt írja: „Davis példázatai akkor a legsikeresebbek, amikor a férfiak és nők közötti kommunikáció problémáit vizsgálják, és azokat a stratégiákat, amelyeket mindketten alkalmaznak a másik szavainak és tetteinek értelmezésére”. A kortárs szerzők közül csak Davis, Stuart Dybek és Alice Fulton osztoznak azon a kitüntetésen, hogy mind a The Best American Short Stories, mind a The Best American Poetry sorozatban szerepelnek.
2003 októberében Davis megkapta a MacArthur-ösztöndíjat. 2005-ben az Amerikai Művészeti és Tudományos Akadémia tagjává választották. Davis a Notre Dame Egyetemen megrendezett 2004-es &NOW Fesztivál egyik kiemelt előadója volt. A 2013-as Man Booker Nemzetközi Díj győztesét 2013. május 22-én hirdették ki. A Man Booker-díj honlapján közzétett hivatalos közlemény szerint Davis munkája „a költészet rövidségével és pontosságával” rendelkezik. A zsűri elnöke, Christopher Ricks így nyilatkozott: „Történeteiben éberség és nagyszerű képzelőerő van. Éberség abban, hogyan kell a dolgokat a szó vagy a szótagok legapróbb részletéig megvalósítani; éberség mindenki tisztátalan indítékait és az érzések illúzióit illetően”. Davis 60 000 fontot nyert a kétévente odaítélt díj keretében. Széles körben „az egyik legeredetibb elmének tartják napjaink amerikai regényirodalmában”.
Elutasította, hogy az Amazonon árulja Our Strangers (Idegenek vagyunk) című könyvét.
The Collected Stories of Lydia Davis című gyűjteményét a The New York Times a „21. század 100 legjobb könyve” közé sorolta.

### Díjai
- 1986 A PEN/Hemingway-díj döntőse a Break It Down-ért[7]
- 1988 Whiting szépirodalmi díj[8]
- A "St. Martin" című novella, amely először a Grand Streetben jelent meg, bekerült a Legjobb amerikai novellák 1997 közé.
- 1997 Guggenheim Ösztöndíj
- 1998 Lannan irodalmi díj[7]
- 1999 Chevalier de l'Ordre des Arts et des Lettres szépirodalomért és fordításért.[19]
- "Betrayal" egy rövid novella, amely először a Hambone-ban jelent meg, bekerült a The Best American Poetry 1999-be.
- Az "A Mown Lawn," című rövid novella, amely először a McSweeney's-ben jelent meg, bekerült a The Best American Poetry 2001-be.
- 2003 MacArthur Fellows Program[19]
- A 2007-es National Book Award fikció döntőse, Varieties of Disturbance: Stories[29]
- A "Men" című rövid novella, amely először a 32 versben jelent meg, bekerült a 2008-as The Best American Poetry-be.
- Az Amerikai Művészeti és Irodalmi Akadémia 2013-as Award of Merit-érem[30]
- 2013-ban a Philolexian Society díja kiemelkedő irodalmi teljesítményért
- 2013-as Nemzetközi Booker-díj[22]
- 2020 évi PEN Malamud-díj[31]

## Válogatott művei
- The Thirteenth Woman and Other Stories, Living Hand, 1976[7]
- Sketches for a Life of Wassilly. Station Hill Press (1981). ISBN 978-0-930794-45-3
- Story and Other Stories. The Figures (1983). ISBN 978-0-935724-17-2
- Break It Down. Farrar Straus & Giroux (1986). ISBN 0-374-11653-9
- The End of the Story. Farrar Straus & Giroux (1994). ISBN 978-0-374-14831-7 (novel)
- Almost No Memory. Farrar Straus & Giroux (1997). ISBN 978-0-374-10281-4
- Samuel Johnson Is Indignant. McSweeney's (2001). ISBN 978-0-9703355-9-3
- Varieties of Disturbance. Farrar Straus & Giroux (2007. május 15.). ISBN 978-0-374-28173-1
- Proust, Blanchot, and a Woman in Red. Center for Writers and Translators (2007). ISBN 9780955296352
- The Collected Stories of Lydia Davis. Farrar, Straus & Giroux (2009). ISBN 978-0-374-27060-5[32]
- The Cows. Sarabande Books (2011). ISBN 9781932511932 (republished in Can't and Won't)
- Lydia Davis: Documenta Series 078. Hatje Cantz. 2012. ISBN 9783775729277
- Can't and Won't: Stories. Farrar, Straus and Giroux (2014). ISBN 9780374118587
- Essays One. Farrar, Straus and Giroux (2019). ISBN 9780374148850
- Essays Two. Farrar, Straus and Giroux (2021). ISBN 9780374148867
- Our Strangers: Stories. Bookshop Editions (2023). ISBN 9798987717103[33][34][35]

### Magyarul megjelent
- A történet vége (The End of The Story) – Magvető, Budapest, 2017 · ISBN 9789631436068 · Fordította: Mesterházi Mónika
- Az annyi, mint (Break It Down) – Magvető, Budapest, 2019 · ISBN 9789631439588 · Fordította: Mesterházi Mónika
- Elég jól vagyok, de lehetnék egy kicsit még jobban is (Can't and Won't) – Magvető, Budapest, 2021 · ISBN 9789631440713 · Fordította: Orzóy Ágnes, Hidvégi Anna

## Fordítás
- Ez a szócikk részben vagy egészben  a   Lydia Davis című angol Wikipédia-szócikk fordításán alapul.  Az eredeti cikk szerkesztőit annak laptörténete sorolja fel. Ez a jelzés csupán a megfogalmazás eredetét és a szerzői jogokat jelzi, nem szolgál a cikkben szereplő információk forrásmegjelöléseként.